# Parque Radical de Maximinos

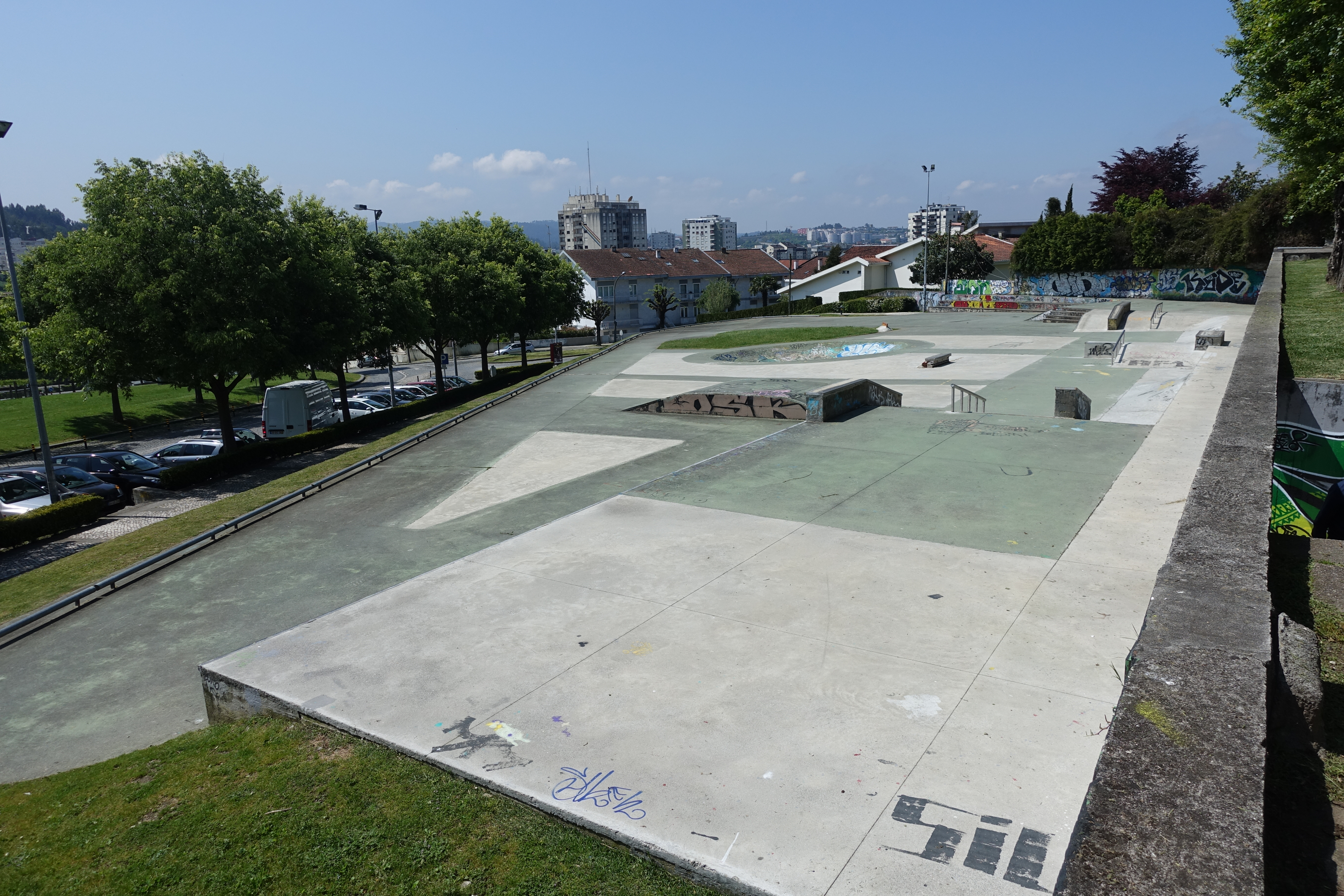

O Parque Radical de Maximinos situa-se em Braga, Portugal, é um parque urbano dedicado ao desporto radical.
No Parque Radical de Maximinos encontravam-se vários equipamentos para a prática de skate, bicicletas e patins. Existia o poço, vários locais para fazer rail, rampas, um half-pipe, algumas lombas e gaps. No topo do parque existe um miradouro e um bar-restaurante.
Em 2016 encontra-se um pouco degradado e a necessitar de alguma manutenção.
Durante a construção do parque foram encontradas, no local, várias ruínas da antiga Bracara Augusta. Apesar da descoberta, a construção do parque prosseguiu, as ruínas foram novamente cobertas com terra. É de salientar que este parque situa-se dentro da reserva arqueológica de Bracara Augusta.